# Fierce Five

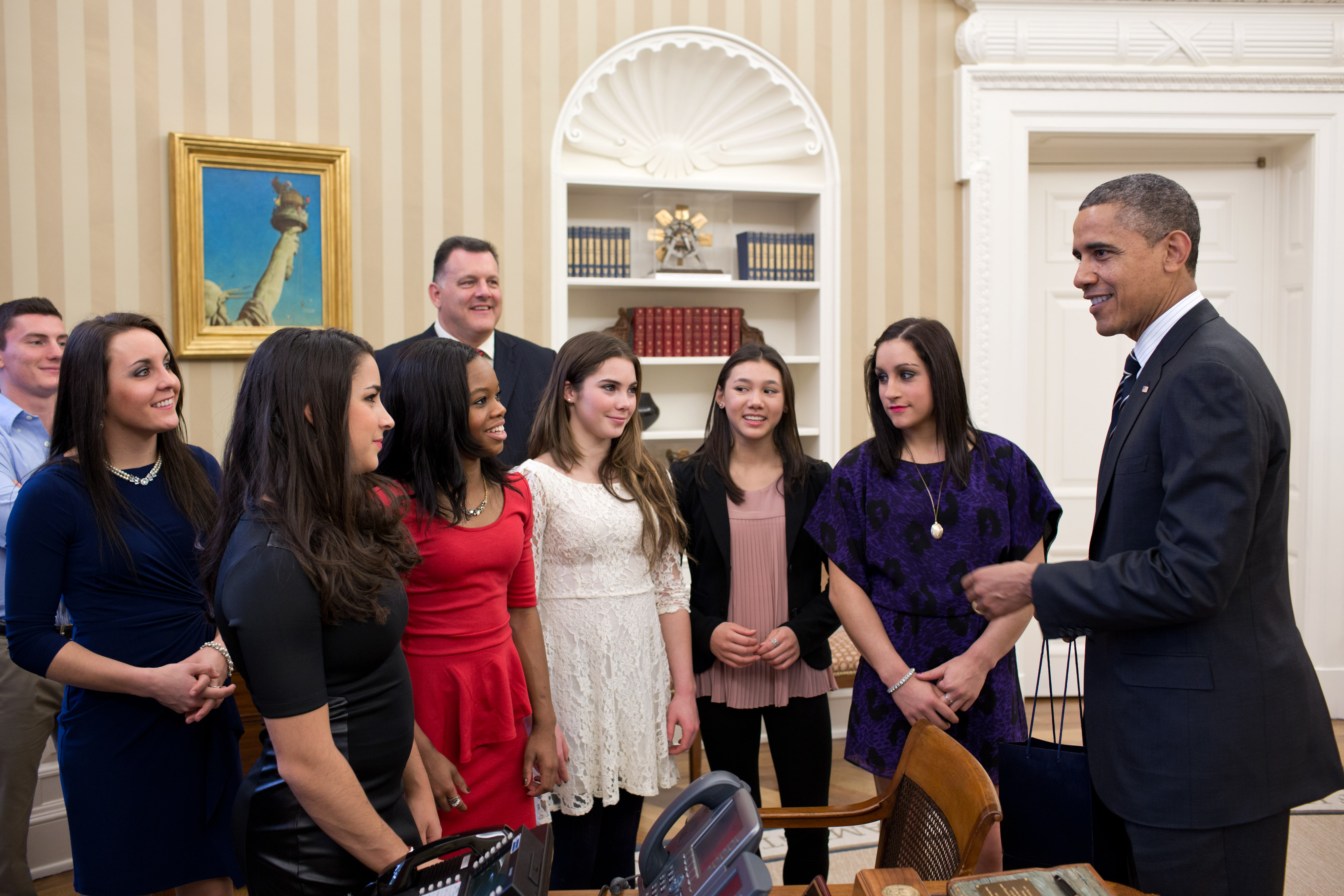
Barack Obama riceve le "Fierce Five"

Fierce Five (in inglese: «le agguerrite cinque») è il soprannome dato nel 2012 alla squadra della nazionale di ginnastica artistica femminile degli Stati Uniti d'America che prese parte alle Olimpiadi di Londra, vincendo l'oro nel concorso a squadre, diventando la seconda squadra nazionale statunitense a vincere un oro olimpico dopo le “Magnificent Seven” nel 1996.
Le cinque ginnaste della squadra erano Gabrielle Douglas, McKayla Maroney, Alexandra Raisman, Kyla Ross e Jordyn Wieber.
In quell'edizione la Douglas vinse l'oro nel concorso individuale, la Maroney l'argento al volteggio, la Raisman l'oro al corpo libero e il bronzo alla trave.